# Хоринский район
Хо́ринский райо́н (бур. Хориин аймаг) — административно-территориальная единица и муниципальное образование (муниципальный район) в составе Республики Бурятия Российской Федерации.
Административный центр — село Хоринск.

## География
Район, площадью 13 431 км2, расположен в центральной Бурятии. На западе и севере граничит с Прибайкальским и Баунтовским, на востоке — с Еравнинским, на юге — с Кижингинским, на юго-западе — с Заиграевским районами.
Территория района по природно-экономическому районированию относится к сухостепной зоне Удинской подзоны, входит в охранную зону озера Байкал (крупные реки: Уда, Худан, Курба, Она).
Район занимает холмисто-степную северо-восточную окраину Гусино-Удинской системы межгорных понижений, к северу переходящую в Курбинскую горную страну, образованную ветвями хребта Улан-Бургасы. С юга хоринская степь ограничена параллельно идущими цепями Цаган-Хуртэя и Худанского хребта, в свою очередь разделёнными Киченгской и Худанской долинами. Орошается район рекой Удой и её притоками — Курбой (без нижнего течения, вошедшего в Заиграевский район), Оной, Худаном, Киченгой и Чесаном.
Значительную часть территории района занимают хребты второго порядка, с их разветвлениями и межгорными долинами. Максимальная высота над уровнем моря составляет 1800—2000 м, минимальная — 540 м. Наиболее крупным является Курбинский хребет (1746 м), который является водоразделом рек Курбы и Оны. Высота над уровнем моря Худанского хребта составляет 1327 м, Замагта — 1280 м. Все хребты массивные, плосковершинные, с большим количеством куполообразных вершин и грив, покрытых лесом. Встречаются отроги хребтов с остроконечными гребнями и оголёнными вершинами, отвесными скалами и ущельями.
В недрах территории района из металлических ископаемых в первую очередь следует назвать золото, железо, титан, свинец, цинк, молибден. Из них добывается только золото. Остальные металлы в данное время не востребованы. Из неметаллических полезных ископаемых разрабатывается пиритовая руда, которая является сырьём при получении серы.

## История района

### Образование района
Хоринский район (аймак) был образован 25 ноября 1923 года в числе первых административных единиц Бурят-Монгольской АССР. Административным центром района, после его образования, было село Кульск, а с 4 февраля 1926 года — село Хоринск (прежние названия — Никольское, Додо-Анинск).

### XVIII век
- 1702 — Конный переход хори-бурят к царю Петру I.
- 1703 — Пётр I издал указ о сохранении за хоринскими бурятами «породных земель».
- 1729 — Зайсан галзутского рода Шодой по представлению графа Саввы Рагузинского получил патент на звание «тайши» .
- 1763 — Гелун Лубсан Юмсун был избран главным ламой хоринских буддистов. Составлен законодательный сборник «Хэб».
- 1768—1804 — Главным тайшей хоринских бурят был Ринцеев Дамбадугар.
- 1795 — Основан Анинский дацан.
- 1799 — На должность главного хоринского ламы был утверждён Ригдэл Пунцук Сондолой.

### XIX век
- 1804 — Первое упоминание о Хасуртайском поселении.
- 1805 — Главным ламой был назначен нирба гецул Шоймпил Тубусын из штатных лам Кудунского дацана.
- 1806 — Открыто Онинское уездное училище.
- 1811 — Анинский дацан «Дондуб Дашинлинг» уничтожен пожаром. Пренский деревянный дацан уничтожен пожаром.
- 1822 — Создана Хоринская Дума.
- 1837 — Из ведомства Хоринской степной думы агинские буряты отделились в Агинскую степную думу. Император Николай I пожаловал грамотой 14 Прекрасных Золотых Знамён хори-бурят.
- 1839 — Доржи Дагбаев составил большую докладную записку по истории хори-бурят.
- 1843 — хоринский летописец Аюши Саагиев (Ванчик) написал историческую записку о хори-бурятах «Сочинение о происхождении народности, называемой хори».
- 1838—1849 — Ринчиндоржи Дэмбилов был главным тайшей хоринских бурят.
- 1863 — Тугултур Тобоев (Гомбожаб) написал историческую хронику о хори-бурятах из рода Хуацай.
- 1875 — Вандан Юмсунов (Гэнин-Лубсан Цэдэн Доржи Тарбаев) завершил труд «История происхождения одиннадцати родов хоринцев».
- 1881 — В хоринских степях путешествовал французский путешественник Эдмон Котто.

### XX век
- 1918 — В селе Додо-Анинске открыта первая изба-читальня.
- 1922 — Хоринцы впервые увидели трактор «Универсал».
- 1923 — Образован Хоринский военный комиссариат. Учреждено отделение ЗАГСа и горстол. Создан аймачный отдел народного образования. Состоялся I аймачный съезд советов рабочих, крестьянских и красноармейских депутатов.
- 1924 — Решением Хоринского аймисполкома организовано аймачное отделение общества «Долой неграмотность».
- 1925 — Постановлением Президиума Хоринского аймисполкома создано отделение коммунального хозяйства.
- 1926 — Постановлением ВЦИК центр Хоринского аймака перенесён из села Кульск в село Додо-Анинск.
- 1927 — Организован Хоринский леспромхоз с центральной усадьбой в селе Хоринск.
- 1928 — По удинской долине были организованы ТОЗы (товарищества по совместной обработке земли).
- 1929 — Организована первая коммуна. Основана районная газета «Красное знамя» (впоследствии — Удинская новь)
- 1931 — Организован Хандагайский леспромхоз.
- 1937 — Постановлением Президиума ЦИК Бурят-Монгольской АССР закрыт Анинский дацан.
- 1939 — Состоялось кустовое совещание стахановцев—ударников сельского хозяйства и животноводства Хоринского куста. В Хоринском районе проводились выборы в аймачный совет депутатов трудящихся. Наркоматом пищевой промышленности открыты кондитерская мастерская и квасной цех.
- 1940 — Правительственной комиссией Бурят-Монгольской АССР принят акт пуска в эксплуатацию Хоринского механизированного маслозавода. Вошёл в строй мелькрупкомбинат. Указом Президиума Верховного Совета РСФСР образован Кижингинский аймак за счёт разукрупнения Хоринского аймака.
- 1943 — Постановлением СНК Бурят-Монгольской АССР организована Удинская машинно-тракторная станция.
- 1944 — Образован ОРС. В зону обслуживания вошли Хоринск, Хандагай, Нарын, Майла, Зун-Хурай, Тужинка Еравнинского ЛПХ.
- 1945 — Открыта школа в улусе Анинск.
- 1947 — Создано Удинское лесное хозяйство. В состав вошли Хоринское, Курбинское, Удинское, Кижингинское, Верхне-Кодунское, Еравнинское и Сосновское лесничества. В селе Кульск открыт детский дом для беспризорных детей на 150 детей.
- 1955 — Группа передовых полеводов Хоринского аймака награждена поездкой на ВДНХ в Москву.
- 1957 — Образован овцеводческий совхоз «Хоринский» на базе шести колхозов: «Сталин», «Киров», «Пламя», «Гигант», «Калинин» и «Арбиджил».
- 23 ноября 1959 года Указом Президиума Верховного Совета РСФСР упразднён Кижингинский аймак с передачей его территории в состав Хоринского аймака[3].
- 1959 — организован совхоз «Анинский» из колхозов «Ленин», «Карл Маркс», «Дружба» и «Авангард».
- 6 апреля 1961 года из Заиграевского района в состав Хоринского района передан Верхнеталецкий сельсовет[3]
- 1961 — Образован мясомолочный совхоз «Курбинский».
- 1962 — Указом Президиума Верховного Совета Бурятской АССР зарегистрирован вновь возникший населённый пункт посёлок Майла. Дорожно-эксплуатационный участок № 3507 переименован в Дорожный участок № 597.
- 1 февраля 1963 года Еравнинский аймак включён в состав Хоринского аймака[3].
- 4 марта 1964 года Еравнинский аймак выделился из состава Хоринского аймака[3].
- 30 декабря 1966 года Указом Президиума Верховного Совета РСФСР образован Кижингинский аймак за счёт разукрупнения Хоринского аймака (6 сельсоветов)[3]
- 1968 — Образован госпромхоз «Хоринский».
- 1969 — Открыто ПТУ № 24.
- 1975 — В селе Верхние Тальцы был заложен памятник 114 воинам Великой Отечественной войны — уроженцам села, а также воинам из села Карбаиновки. В честь 30-летия Победы в Великой Отечественной войне на площади районного центра состоялось открытие памятника погибшим героям. Автор скульптурной композиции — художник Чернов.
- 1976 — За счёт разукрупнения совхоза «Верхне-Талецкий» образован совхоз «Кульский».
- 1977 — Образован совхоз «Хасуртайский». ПТУ № 24 переименовано в СПТУ-37.
- 1985 — Открыт обелиск в селе Санномыск. Открыт памятник в честь 68 учителей и выпускников Хоринской средней школы № 1, погибших в годы Великой Отечественной войны.
- 1988 — Вновь образован комитет по экологии и природопользованию. Ученическая производственная бригада Удинской средней школы стала лауреатом премии Ленинского комсомола Бурятской АССР за 1988 год.
- 1989 — Сдано в эксплуатацию новое здание узла связи.
- 1990 — Образована налоговая инспекция по Хоринскому району.
- 1991 — Образован центр труда и занятости по Хоринскому району. Сдано в эксплуатацию новое здание центральной районной библиотеки.
- 1992—1993 — Совхозы реорганизованы в коллективно-долевые предприятия.
- 1993 — Образован отдел защиты потребителей. Президиум Верховного Совета Республики Бурятия своим указом исключил из учётных данных село Булуганск, расположенное на территории Ашангинской сельской администрации.
- 1994 — Сдан в эксплуатацию дом-интернат для престарелых и инвалидов.
- 1995 — Открыт мемориал воинам-хоринцам, павшим на фронтах Великой Отечественной войны, на котором высечены имена 207 воинов. Автор — А. С. Яковлев. Образован районный комитет по делам молодёжи, туризму, физической культуре и спорту.
- 1999 — Начал функционировать пункт централизованной охраны межрайонного отдела вневедомственной охраны.

### XXI век
- 2003 — 300-летие указа Петра I, подтверждающему от лица Российского государства право на вечное владение родовыми («породными») землями хори-бурят. Открыт памятник, посвящённый 300-летию хождения хори-бурят к Петру I. Автор монумента — С. И. Суворов, исполнитель — Ц. Ц. Цыбанов. X летние республиканские сельские игры.
- 2004 — В окрестностях села Алан найдено 200 скульптурных изображений будд. В Улан-Удэ прошёл первый молодёжный форум Хоринского района. Открыт памятник уроженцам района, погибшим в локальных вооружённых конфликтах.
- 2005 — На территории Хоринского района обнаружена неизвестная ранее в Бурятии археологическая культура, датируемая каменным веком эпохи среднего палеолита. Найдена в долине реки Алан, возле горы Хэнгэрэктэ. 27 июня — заседание круглого стола участников международного Байкальского информационно-культурного форума. 14 декабря Хоринской центральной районной библиотеке присвоено имя Д. З. Жалсараева с установлением мемориальной доски. Открыт цех Хоринского филиала Улан-Удэнского «Мясного двора». Пущен в эксплуатацию автомобильный мост через реку Худан.
- 2006 — Учреждено звание «Почётный гражданин муниципального образования „Хоринский район“». Открыт Бурятский филиал Московской страховой компании. Найдены буддийские реликвии, подтверждающие, что вершина Баян-Ундэр является главным обоо — святилищем хоринских родов. Здесь же сохранился протокол собрания, написанный на старомонгольском и русском языках, закреплённый подписями глав каждого рода. 200 лет со дня основания Хоринской средней общеобразовательной школы № 1.
- 2008 — Праздник улиц.
- 2009 — 31 января прошли Борголовские чтения. 22 августа — первый рэп-фестиваль в Хоринске «Rap in Motherland fest»
- 5 августа 2011 — первый Хоринский молодёжный фестиваль «Своими силами».

## Население
| 1939    | 1959    | 1960    | 1961    | 1962    | 1963    | 1964    | 1965    | 1966    | 1967    | 1968    | 1969    |
| ------- | ------- | ------- | ------- | ------- | ------- | ------- | ------- | ------- | ------- | ------- | ------- |
| 25 500  | ↗33 600 | ↗38 800 | ↘38 400 | ↗39 700 | ↗41 200 | ↗42 100 | ↘41 600 | ↗42 100 | ↘23 300 | ↗23 400 | →23 400 |
| 1970    | 1971    | 1972    | 1973    | 1974    | 1975    | 1976    | 1977    | 1978    | 1979    | 1980    | 1981    |
| ↘22 100 | ↘21 900 | ↘21 400 | ↘21 300 | ↗21 900 | ↗22 100 | ↘21 900 | ↘21 800 | →21 800 | ↘21 500 | ↗21 800 | ↗22 000 |
| 1982    | 1983    | 1984    | 1985    | 1986    | 1987    | 1988    | 1989    | 1990    | 1991    | 1992    | 1993    |
| ↗22 200 | ↘22 100 | →22 100 | ↗22 400 | ↗22 800 | ↗22 900 | →22 900 | →22 900 | ↗23 000 | →23 000 | ↗23 100 | ↘23 000 |
| 1994    | 1995    | 1996    | 1997    | 1998    | 1999    | 2000    | 2001    | 2002    | 2003    | 2004    | 2005    |
| ↘22 700 | ↘22 300 | ↘21 900 | ↘21 500 | ↘21 000 | ↘20 500 | ↘20 200 | ↘19 700 | ↘19 314 | ↘19 300 | ↘19 200 | ↘19 100 |
| 2006    | 2007    | 2008    | 2009    | 2010    | 2011    | 2012    | 2013    | 2014    | 2015    | 2016    | 2017    |
| ↘19 000 | ↘18 900 | ↘18 800 | ↗19 023 | ↘18 467 | ↘18 445 | ↘18 236 | ↘18 121 | ↘17 826 | ↘17 653 | ↘17 516 | ↘17 281 |
| 2018    | 2019    | 2020    | 2021    | 2023    | 2024    |         |         |         |         |         |         |
| ↘17 138 | ↘16 952 | ↘16 757 | ↘16 573 | ↘16 238 | ↘15 992 |         |         |         |         |         |         |

Согласно прогнозу Минэкономразвития России, численность населения будет составлять:
- 2024 — 16,67 тыс. чел.
- 2035 — 15,87 тыс. чел.

### Национальный состав
На 1 января 2006 года: русские — 62,2 %, буряты — 34,4 %, татары — 1,9 %, украинцы — 0,2 %, белорусы — 0,2 %, молдаване — 0,1 %, армяне — 0,1 %, азербайджанцы — 0,1 % и другие — 0,8 %.

## Территориальное устройство
Хоринский район разделён на следующие административно-территориальные единицы: 5 сельсоветов и 4 сомона.
Муниципальный район включает 9 муниципальных образований со статусом сельских поселений. Они соответствуют сельсоветам и сомонам.
| № | Сельское поселение | Административный центр | Количество населённых пунктов | Население (чел.) | Площадь (км²) | Административно- территориальная единица     |
| - | ------------------ | ---------------------- | ----------------------------- | ---------------- | ------------- | -------------------------------------------- |
| 1 | Ашангинское        | село Георгиевское      | 3                             | ↗755             | 127,87        | Ашангинский сомон                            |
| 2 | Верхнекурбинское   | улус Тэгда             | 4                             | ↘1397            | 52,04         | Верхнекурбинский сомон                       |
| 3 | Верхнеталецкое     | село Верхние Тальцы    | 2                             | ↘1131            | 20,47         | Верхнеталецкий сельсовет                     |
| 4 | Краснопартизанское | село Ониноборск        | 3                             | ↘658             | 17,77         | Краснопартизанский сельсовет                 |
| 5 | Кульское           | село Санномыск         | 5                             | ↘988             | 29,30         | Кульский сельсовет, Хандагайский сельсовет   |
| 6 | Ойбонтовское       | улус Тохорюкта         | 1                             | ↘213             | 4,62          | Верхнекурбинский сомон                       |
| 7 | Удинское           | село Удинск            | 3                             | ↘950             | 68,22         | Удинский сомон                               |
| 8 | Хасуртайское       | село Хасурта           | 1                             | ↗450             | 13,19         | Хасуртайский сельсовет                       |
| 9 | Хоринское          | село Хоринск           | 5                             | ↘9450            | 68,42         | Хоринский сельсовет, Улан-Одонский сельсовет |

В 2013 году было упразднено сельское поселение Улан-Одонское, объединённое с сельским поселением Хоринское, а в 2015 году упразднено сельское поселение Хандагайское, объединённое с сельским поселением Кульское.

## Населённые пункты
В Хоринском районе 27 населённых пунктов.
| №  | Населённый пункт | Тип     | Население | Сельское поселение |
| -- | ---------------- | ------- | --------- | ------------------ |
| 1  | Алан             | улус    | ↗323      | Хоринское          |
| 2  | Амгаланта        | улус    | ↘218      | Ашангинское        |
| 3  | Анинск           | улус    | ↘270      | Хоринское          |
| 4  | Ашанга           | улус    | ↘223      | Ашангинское        |
| 5  | Барун-Хасурта    | улус    | ↘237      | Удинское           |
| 6  | Баян-Гол         | улус    | ↗334      | Удинское           |
| 7  | Булум            | улус    | ↗352      | Краснопартизанское |
| 8  | Верхние Тальцы   | село    | ↘1100     | Верхнеталецкое     |
| 9  | Георгиевское     | село    | ↘579      | Ашангинское        |
| 10 | Додо-Гол         | улус    | ↘215      | Верхнеталецкое     |
| 11 | Зун-Хурай        | посёлок | ↘383      | Краснопартизанское |
| 12 | Кульск           | село    | ↘173      | Кульское           |
| 13 | Кульский Станок  | улус    | ↗571      | Хоринское          |
| 14 | Майла            | посёлок | ↘337      | Хоринское          |
| 15 | Малая Курба      | посёлок | ↘60       | Верхнекурбинское   |
| 16 | Могой            | село    | ↘26       | Верхнекурбинское   |
| 17 | Нарын            | посёлок | ↘171      | Кульское           |
| 18 | Ойбонт           | посёлок | ↘71       | Верхнекурбинское   |
| 19 | Ониноборск       | село    | ↘308      | Краснопартизанское |
| 20 | Санномыск        | село    | ↘408      | Кульское           |
| 21 | Тарбагатай       | село    | ↘157      | Кульское           |
| 22 | Тохорюкта        | улус    | ↘213      | Ойбонтовское       |
| 23 | Тэгда            | улус    | ↘1756     | Верхнекурбинское   |
| 24 | Удинск           | село    | ↘719      | Удинское           |
| 25 | Хандагай         | посёлок | ↘448      | Кульское           |
| 26 | Хасурта          | село    | ↗450      | Хасуртайское       |
| 27 | Хоринск          | село    | ↗8650     | Хоринское          |

## Культура
На территории района действует 23 сельских клубов и домов культуры, 26 библиотек, районный народный историко-краеведческий музей с основным фондом 3990 экспонатов, парк культуры и отдыха, детская школа искусств, 32 памятника истории и археологии, 26 памятников военной истории, 6 народных фольклорных художественных коллектива, народный ансамбль песни и танца «Уда», 1 детский образцовый фольклорный ансамбль «Мунхэ гэрэл».
Ежегодно традиционно проводятся народные праздники Сагаалган, Масленица, конкурс «Дангина — Гэсэр», конкурсы исполнителей народных песен «Алтан гургалдай», молодых солистов эстрадной песни, фестивали фольклорных коллективов, районные конкурсы семьи «Тепло родного очага», смотры-фестивали профессионального мастерства, выставки изделий мастеров ДПИ и НХП, конкурс «Традиционный костюм хори-бурят» и др.
Хоринский район с населением 19 тыс. человек обладает богатым историко-культурным наследием. Центральная библиотека является одной из старейших библиотек Республики Бурятия и одной из крупнейших в Восточной Сибири. В декабре 2005 года ей присвоено имя народного поэта и автора гимна Бурятии Д. З. Жалсараева.

## Хоринский историко-краеведческий районный музей
Хоринский историко-краеведческий музей располагается в центре Хоринска. Музей основан Иннокентием Яковлевичем Трунёвым. Сейчас директором является Нина Иннокентьевна Степанова.
В музее множество экспозиций посвящённые различным тематикам. Наиболее уникальные коллекция древних орудий труда древнекаменного, каменного, бронзового, железного веков — 46 предметов.
На стендах представлен быт местных жителей, родословная хори-бурят. Центральное место в экспозиции, посвящённой традиционному быту бурят, занимает юрта. Сохранена её типичная обстановка (очаг, ритуальные предметы буддизма, одежда, домашняя утварь, музыкальные инструменты), характерная для домашнего быта конца XIX и начала XX века

## Образование
В системе образования района 27 общеобразовательных школ, 5 учреждений дополнительного образования, 15 ДДУ, вечерняя школа с 7 УКП и ПУ № 37.
Удинская средняя школа имеет статус федеральной экспериментальной площадки, готовится к защите на статус республиканской экспериментальной площадки Тэгдинская средняя школа, работают в рамках районных экспериментальных площадок Хоринские средние школы № 1, 2, Тохорюктинская, Хасуртайская, Булумская, Георгиевская средние школы.
В 7 школах района ведётся раннее обучение детей иностранным языкам, в 6 детских садах — бурятскому языку, экологическому воспитанию детей. В ПУ № 37 среднегодовой контингент учащихся составляет 320 человек, обучающихся по 8-10 специальностям.

## Памятники историко-культурного наследия
В районе немало памятников археологии, свидетельствующих о богатой и интересной истории края. Это прежде всего знаменитое палеолитическое жилище на Санном Мысу и недавно открытое поселение на Худаг-горе. К эпохе неолита относится большое число древних стоянок. Довольно многочисленны памятники эпох бронзы, раннего железа, среди которых петроглифы Хотогой-Хабсагай, Наран-Хабсагай, Баин-Хара, Додогол, Шубугуй, Санный Мыс и другие плиточные могильники (Оротой, Анинский дацан, Алан, Хакир, Булаганск, Санный Мыс). Немало смешанных могильников, в которых сосредоточены некрополи разных эпох, от бронзового века до средневековья. Эпоха средневековья менее изучена. Найдена дюнная стоянка близ Санномысска и группа объектов культового характера близ села Алана. Из памятников дореволюционного времени наибольшей известностью пользуются руины Анинского буддийского дацана и серия субурганов в его окрестностях.